# مارك جونستون (مؤرخ)
مارك جونستون (بالإنجليزية: Mark Johnston)‏ هو مؤرخ ومؤلف ومدرس أسترالي، ولد في 1960 في هوبارت في أستراليا.